# 12 غريموولد بليس
12 غريموولد بليس لندن، هو عنوان لمنزل خيالي في سلسلة هاري بوتر. تم ذكره لأول مرة في كتاب هاري بوتر وجماعة العنقاء. ورث هاري بوتر المنزل من عائلة بلاك بعد موت سيرياس بلاك على يد أحد أقاربه. نظرا للتدابير الأمنية والسحرية المحكمة للمنزل، تم اختياره كمركز القيادة لجماعة العنقاء.